# Università della Namibia
L’Università della Namibia o Università di Namibia (UNAM) è l'università più grande in Namibia.
Istituita nel 1992, è su base pubblica e ha la sua sede principale a Windhoek, la capitale del Paese; ha 11 campus (5 rurali e 6 urbani).
La compongono 7 facoltà, 4 scuole e un centro di studi post laurea.
È l'unica università al mondo che contempla un dottorato di ricerca in studi sulla lingua nama.

## Organizzazione
- Facoltà di Agraria e Risorse Naturali
- Facoltà di Economia e Management
- Facoltà di Scienze dell'Educazione
- Facoltà di Studi Umanistici e Sociali
- Facoltà di Diritto
- Facoltà di Scienze
- Facoltà di Ingegneria e Informatica
- Scuola di Medicina
- Scuola di Studi Infermieristici
- Scuola di Farmacia
- Scuola di Salute Pubblica
- Centro di studi post laurea